# Tsuyoshi Kunieda
Tsuyoshi Kunieda (jap. 国枝 強, Kunieda Tsuyoshi; * 18. September 1944 in der Präfektur Hiroshima) ist ein ehemaliger japanischer Fußballspieler.

## Nationalmannschaft
1969 debütierte Kunieda für die japanische Fußballnationalmannschaft. Kunieda bestritt zwei Länderspiele.

## Errungene Titel
- Japan Soccer League: 1967, 1968, 1970
- Kaiserpokal: 1967, 1969